# Buikziek
Buikziek is een proces waarbij het vruchtvlees van vruchten waterig en bruin wordt. Het treedt op bij overrijpe vruchten. Het is een autolyse proces, waarbij de eigen enzymen het vruchtvlees afbreken. Peren zijn erg gevoelig voor buikziek, vooral als zij te laat worden geplukt of als ze te lang liggen.